# Джордж Еллері Гейл
Джордж Еллері Гейл або Хейл Джордж Еллері (англ. George Ellery Hale; 29 червня 1868 — 21 лютого 1938) — американський астроном, член Національної АН США (1902).

## Наукова біографія
Народився в Чикаго. У 1890 закінчив Массачусетський технологічний інститут. До 1896 проводив спостереження у власній невеликій Кенвудській обсерваторії, в якій була добре обладнана спектроскопічна лабораторія. У 1892—1905 працював у Чиказькому університеті (з 1897 — професор, у 1895—1905 — перший директор Єркської обсерваторії). У 1904—1923 — перший директор обсерваторії Маунт-Вілсон, з 1923 — її почесний директор.
Наукові роботи стосуються фізики Сонця. 1889 року винайшов спектрогеліограф — прилад, що дозволяє фотографувати хромосферу Сонця поза затемнень. 1892 року вперше отримав за допомогою цього приладу фотографії кальцієвих флокул і протуберанців. Відкрив темні водневі флокули, досліджував кальцієві флокули на різних рівнях сонячної атмосфери з метою вивчення циркуляційних процесів на Сонці. Спільно з Волтером Сідні Адамсом і Генрі Ґейлом вперше надійно встановив, що плями холодніші за решту поверхні Сонця. Виявив вихори у водневих флокулах поблизу плям і на цій підставі висловив припущення про наявність сильних магнітних полів у плямах. 1908 року зіставив роздвоєння ліній у спектрах плям із лабораторним роздвоєнням ліній у магнітному полі (зеєманівське розщеплення), довів існування магнітного поля в сонячних плямах і виконав перші вимірювання напруженості поля. Це було перше відкриття позаземного магнітного поля. Виявив чергування полярності плям у кожному наступному циклі сонячної активності та сформулював закон полярності. Виконав перші експерименти з виявлення загального магнітного поля Сонця.
Велике значення для розвитку астрономії в США мала організаційна діяльність Гейла. Він переконав чиказького трамвайного магната Чарлза Єркса фінансувати будівництво найбільшого в світі (на той час) метрового (40-дюймового) рефрактора. Будівництво рефрактора й обсерваторії (названої Єркською) було завершено 1897 року. 1904 року Гейлу вдалося отримати від Інституту Карнегі у Вашингтоні кошти для створення сонячної обсерваторії на горі Вілсон у Каліфорнії. Обсерваторія Маунт-Вілсон, як і Єркська, ґрунтувалася на новому для астрономії принципі — вона була не тільки спостережною установою, а й великою фізичною лабораторією. Уже 1905 року в обсерваторії Маунт-Вілсон було встановлено перший сонячний телескоп і побудовано невелику лабораторію; 1908 року побудовано 18-метровий (60-футовий), а 1912 року — 45-метровий (150-футовий) баштові сонячні телескопи. Гейл був також безпосереднім ініціатором створення великих рефлекторів обсерваторії Маунт-Вілсон. Півтораметровий (60-дюймовий) рефлектор, дзеркало якого надав його батько, було встановлено 1908 року. 1917 року став до ладу 100-дюймовий рефлектор (2,5 м), побудований частково на кошти лос-анджелеського бізнесмена Гукера. Обидва ці телескопи довго залишалися найбільшими в світі й зіграли видатну роль у прогресі спостережної астрономії в першій половині XX століття. 1928 року Гейл почав активно втілювати ідею створення п'ятиметрового (200-дюймового) телескопа. Будівництво цього рефлектора на горі Паломар поблизу обсерваторії Маунт-Вілсон було завершено в 1948, і телескоп було названо ім'ям Гейла.
Гейл був також ініціатором створення Каліфорнійського технологічного інституту, що став одним з найвідоміших навчальних та науково-дослідних центрів США.
Він був гарячим прихильником міжнародного співробітництва астрономів, одним з організаторів перших міжнародних конгресів астрономів і Міжнародного союзу у співпраці в сонячних дослідженнях (1904), з якого в 1919 виріс Міжнародний астрономічний союз. У 1918 запропонував створити Міжнародну дослідницьку рада, яка в 1931 було перейменовано в Міжнародну рада наукових спілок; в 1931—1934 був її президентом. У 1895 заснував журнал «Astrophysical Journal» і разом з Джеймсом Кілером був його першим редактором.
Член багатьох академій наук і наукових товариств, у тому числі іноземний член-кореспондент АН СРСР (1924).
Медаль Коплі Лондонського королівського товариства, медаль Жансена Паризької АН (1894), медаль Румфорда Американської академії мистецтв і наук (1902), медаль Генрі Дрейпера Національної АН США (1903), медаль Кетрін Брюс Тихоокеанського астрономічного товариства (1916), медаль Галілео міста Флоренції (1920), Золота медаль Лондонського королівського астрономічного товариства (1904), премія П. Ж. С. Жансена Французького астрономічного товариства (1917).